# Sapnica
Sápnica, brónhus ali brónhij je vsaka od cevk, ki vodijo zrak od sapnika do bronhiolusov.
Sapnik se v višini medvretenčne ploščice med telesoma četrtega in petega prsnega vretenca razcepi v levo in desno glavno sapnico. Leva in desna glavna sapnica potekata poševno navzdol in nekoliko nižje in lateralneje vstopata v pljuča skozi pljučno lino. Leva glavna sapnica poteka bolj vodoravno; kot med obema je 70 °. Leva in desna glavna sapnica se nadalje vejita in oddajata reženjske sapnice. Desna glavna sapnica odda prvo reženjsko sapnico približno 2,5 cm od razcepišča sapnika (bifurkacije traheje), drugi dve reženjski sapnici desne glavne sapnice za srednji in spodnji reženj desnih pljuč pa se odcepita 3 cm nižje v sami pljučni lini. Leva glavna sapnica odda prvi veji približno 5 cm od razcepišča sapnika, šele v pljučni lini. To sta reženjski sapnici za zgornji in spodnji reženj levega pljučnega krila. Reženjske sapnice se nadalje vejico in tvorijo v segmentalne sapnice, te pa se v približno 20–25 generacijah vejijo v manjše sapnice, ki se končajo kot terminalni bronhioli, ki so ožji od 1 mm in so brez hrustanca.